# Nanomerus spinulus
Nanomerus spinulus är en stekelart som beskrevs av Lubomir Masner och Lars Huggert 1989. Nanomerus spinulus ingår i släktet Nanomerus och familjen gallmyggesteklar. Inga underarter finns listade i Catalogue of Life.